# A felnőtté válás napja
A felnőtté válás napja (成人の日 Szeidzsin no Hi) egy japán ünnep, amit minden január második hétfőjén tartanak. ilyenkor azokat a fiatalokat ünneplik, akik a múlt évben beléptek a felnőttkorba (20 év), az ünnepség célja pedig az, hogy segítsenek nekik megtanulni a felnőttkorral járó felelősségeket. Az ünnepségek közé tartoznak a felnőtté válási ceremóniák (成人式 szeidzsin-siki), amelyeket helyi önkormányzati irodákban tartanak és az afterpartik a családdal vagy barátokkal.

## Történelme
A felnőtté válási ceremóniák Japánban már i. sz. 714 óta jelen vannak, amióta egy fiatal herceg új ruhákat és frizurát viselt, hogy kifejezze felnőtté válását. Az ünnep 1948-ban lett először megalapítva, akkor még január 15-re téve. 2000-ben, a Happy Monday System miatt, a Felnőtté válás Napja át lett rakva minden január második hétfőjére.

## A felnőtté válási ceremónia
A felnőtté válási ceremóniák (成人式 Szeidzsin-siki) a felnőttkor betöltését ünneplik, ami nem csak új jogokat, hanem több felelősséget is von maga után a fiatal felnőttek számára. Ezek az ünnepségek általában reggelente vannak megtartva a helyi irodákban Japán-szerte. A meghívottak azok a fiatalok, akik már betöltötték a huszadik életévüket, vagy még csak most fogják április 1-ig, és azok, akik a közelben laknak. Kormánytisztviselők beszédeket tartanak, a fiatalok pedig apró ajándékokat kapnak.
Sok nő furiszodét visel az ünnepségre, ami egy fajta kimonó hosszú, lelógó ujjakkal, és zóri szandálokkal. Mivel a legtöbben képtelenek maguktól felvenni a kimonot a bonyolultsága miatt, sokan mennek szépség szalonokba az ünnepség előtt hogy felöltözzenek és megcsinálják a frizurájukat. Egy teljes ruházati készlet nagyon drága, ezért általában ezeket inkább kölcsön kérik rokonoktól vagy boltokból. A férfiak is hagyományos öltözéket viselnek (pl. sötét kimonot hakamával), de mostanában már sokan inkább a nyugati divatot követve öltönyt és nyakkendőt vesznek fel. A ceremónia után a fiatalok bulikba mennek a barátaikkal, családjaikkal.

## Csökkenő részvételi arány
Japán alacsony születési aránya és a fiatalok csökkenő száma, valamint az utóbbi évek ünnepein történt zavargások (pl. a 2002-es nahai incidens, ahol részeg fiatalok megpróbálták megzavarni a fesztivált), és azon húsz évesek számának általános növekedése, akik még nem érzik magukat felnőttnek, csökkenő részvételhez vezetett.  Ez a csökkenés 2012-ben is folytatódott, ami már az ötödik évnek számított egyhuzamban. 2012-ben 1,22 millióan ünnepeltek a ceremónián – ami az 1976-os adatok fele - akkor 2,76 millió fiatal jelent meg. Ez volt az első alkalom, ahol a részvétel 50% alá esett.

## Fordítás
Ez a szócikk részben vagy egészben  a   Coming of Age Day című angol Wikipédia-szócikk fordításán alapul.  Az eredeti cikk szerkesztőit annak laptörténete sorolja fel. Ez a jelzés csupán a megfogalmazás eredetét és a szerzői jogokat jelzi, nem szolgál a cikkben szereplő információk forrásmegjelöléseként.